# Ilyoplax longicarpa
Ilyoplax longicarpa is een krabbensoort uit de familie van de Dotillidae. De wetenschappelijke naam van de soort is voor het eerst geldig gepubliceerd in 1937 door Tweedie.